# Берём всё на себя
«Берём всё на себя́» — советский художественный фильм о Великой Отечественной войне, снятый в 1980 году по мотивам повести Бориса Воробьёва «Прибой у Котомари» режиссёром Евгением Шерстобитовым.
Один из лидеров советского кинопроката — его посмотрело 21,9 млн зрителей.

## Сюжет
Действие фильма происходит во второй половине Великой Отечественной войны. Советское командование решает высадить морской десант в тылу у немцев. Препятствием для высадки десанта служат орудийные установки на притопленном танкере и звено гидросамолётов. Старшему лейтенанту Баландину поручается собрать диверсионную группу из девяти человек и уничтожить эти объекты; ему отводятся сутки на выполнение задания. Отряд проникает во вражеский тыл и обнаруживает ещё одно препятствие для десанта — развёрнутые на берегу орудия. Передать эту информацию командованию означает демаскировать отряд, поэтому моряки принимают решение «взять всё на себя».
Отряд разделяется на три группы, каждой из которых поручается по одному объекту. Первая группа, сталкиваясь с сопротивлением охраны, уничтожает танкер ценой собственной жизни — подорывая складированные на нём боеприпасы для орудий. Вторая группа крадёт с немецкого склада боеприпасов аваиабомбы и подрывает ими плотину, тем самым «спуская» озеро (оказавшееся водохранилищем) и предотвращая взлёт гидросамолётов. Третья пробирается на орудийную батарею, захватывает одно орудие, расстреливает из него остальные и подрывает. Обе группы теряют по одному человеку; все ранены — но дорога десанту открыта.

## В ролях
| Актёр                | Роль                                       |
| -------------------- | ------------------------------------------ |
| Владимир Никитин     | старший лейтенант Баландин командир группы |
| Георгий Дворников    | старшина первой статьи Фёдор Калинушкин    |
| Александр Кирилин    | главстаршина Влас Шергин                   |
| Александр Чернявский | старшина первой статьи Иван Рында          |
| Алексей Ооржак       | старший матрос Мунко Лапцуй                |
| Валерий Панарин      | старшина второй статьи Егор Мухин          |
| Виктор Степаненко    | сержант Одинцов радист                     |
| Игорь Черницкий      | старший матрос Владимир Колосов            |
| Александр Пархоменко | старшина второй статьи Семён Ладога        |
| Павел Морозенко      | адмирал                                    |
| Станислав Коренев    | капитан первого ранга                      |
| Нина Ильина          | девушка Фёдора                             |

## Съёмочная группа
- Автор сценария: Евгений Шерстобитов
- Режиссёр: Евгений Шерстобитов
- Оператор: Михаил Чёрный
- Художник: Пётр Слабинский
- Композитор: Михаил Бойко

## Релизы на DVD
- В 2010 году фильм был выпущен в составе коллекционного издания «Централ Партнершип» из серии «У голубого экрана» — «Герои великой войны. Диверсанты и спецназ». В сборник вошли также фильмы «Дожить до рассвета», «Я — Хортица» и «Крепость»[2].